# Hôtel de Fontpertuis
L’hôtel de Fontpertuis ou hôtel Darnay est un ancien hôtel particulier, situé au no 21, place Vendôme, dans le 1er arrondissement de Paris.
Il est construit de 1718 à 1720, pour le financier John Law de Lauriston, par l'architecte Pierre Bullet.
Propriété du crédit foncier de France depuis 1831, l'hôtel abrite notamment la maison Schiaparelli de 1935 à 1954, puis de 2012 à aujourd'hui.

## Situation
L’hôtel est situé au nord-ouest de la place et est mitoyen de l’hôtel d’Évreux au no 19, et de l’hôtel de Boullongne au no 23.

## Historique
La parcelle est acquise, comme celle du no 23, par l’architecte Pierre Bullet. Ce dernier construit l’actuel hôtel de Boullongne pour son usage. Son fils, l'architecte Jean-Baptiste Bullet de Chamblain revend la parcelle du no 21, en 1718, au financier John Law de Lauriston, qui fait construire l'hôtel par l'architecte Jacques V Gabriel de 1718 à 1720.
En 1729, après le décès de ce dernier, l’hôtel passe à son frère, William Law de Lauriston, qui le transmet à son tour à ses quatre enfants. Après la mort de leur père, en 1752, ces derniers le vendent en 1773, au fermier général Jean-Baptiste Darnay.
En 1789, le botaniste Charles Louis L’Héritier de Brutelle l’acquiert et conserve jusqu’à son décès survenu en 1800.
En 1801, ses héritiers vendent l’hôtel au politique Étienne Crignon de Bonvalet, qui le garde jusqu’à son décès, en 1832, lequel est revendu au négociant Michel Frédéric Le Vaillant. Ce dernier est l'un des premiers introducteurs de la quinine en France.
En 1865, sa fille unique, Barbe Joséphine, épouse en secondes noces, le comte romain Benoit Edmond Marie Pyrent de La Prade.
En 1894, cette dernière s'éteint dans l'hôtel, et, resté un bien propre, cède l'hôtel au crédit foncier de France.
De 1900 à 1902, la maison de couture Raudnitz s’y installe, maison créée par Louise Chéruit et Marie Huet.
De 1903 à décembre 1931, la maison de couture Chéruit s’y installe également, cette dernière est fondée par le couple Louise et Prosper Chéruit, puis reprise par mesdames Wormser et Boulanger.
De 1935 à 1954, l’hôtel est loué entièrement par la couturière Elsa Schiaparelli qui y installe sa maison de haute-couture et le fait entièrement redécorer par les artistes Jean-Michel Frank et Albert Giacometti, à cette époque l’hôtel s’étend sur 5 étages, pour un total de 98 pièces.
À partir de 2012, la maison Schiaparelli revient en ces lieux, où elle partage l’hôtel avec la maison de joaillerie Alexandre Reza et la maison d’horlogerie Dubail.
Bien que proposé à la vente auprès de l’émir du Qatar en 2003, au même titre que l’hôtel d’Évreux et les bâtiments lui attenant, l’hôtel est encore aujourd’hui la propriété du crédit foncier de France.

## Protection
L’hôtel est classé aux monuments historiques, pour ses façades et toitures, par arrêté du 24 septembre 1930, puis inscrit pour son salon en alcôve du premier étage par arrêté du 8 août 1957.